# 野菜だより
『野菜だより』（やさいだより）は、学研プラスが発行する家庭菜園に関する隔月刊（偶数月3日発売）の専門雑誌である（2007年は季刊誌だった）。
2010年4月に学研パブリッシングより創刊され、2015年10月から学研プラスが発行している。
2020年2月10日付で株式会社学研プラスより株式会社ブティック社に譲渡、2020年5月号(2020年4月3日発売)より、同社からの発行発売となる。
。

## 歴史
雑誌のルーツは、2006年9月に学習研究社から単発ムックとして出された『有機・無農薬で楽しむ　おいしい野菜づくり』。本書は特集1が「ラクラク有機栽培入門」でその巻頭で「有機・無農薬栽培は思っているより簡単だから、ぜひ挑戦してほしい」と進めているが、この姿勢が後の『野菜だより』の原点となっている。このムックが一定の売れ行きを示したため、翌2007年の2月に『野菜だより』が刊行された。
『有機・無農薬で楽しむ　おいしい野菜づくり』は3つの特集があり、前述の「ラクラク有機栽培入門」のほか、「晴耕雨読」という特集では5人の有機栽培の家庭菜園家を紹介。この中には、後に『野菜だより』の人気連載となる「福田俊さんに聞いてみた！」の福田俊氏も登場している。さらにもうひとつの特集である「人気野菜6種のつくりかた実例」には、有機栽培、自然栽培の“達人”として、それぞれ中村賢治と徳野雅仁が誌面を飾っているが、両氏とも『野菜だより』に登場し、特に徳野雅仁は、野菜だより2007年夏号から2015年3月号まで46回にわたる長期連載となった。
2007年2月の第1号の奥付に「『野菜だより』はその誌名どおり、野菜づくりを楽しむ人たちのいろいろな『便り』をたくさんお届けしたいなぁ、と思っている雑誌です」と記されているが、その『野菜だより』の誌名の由来どおりに、誌面には有機・無農薬栽培で野菜づくりをおこなっているさまざまな人（家庭菜園家が中心だが、プロ農家も）が登場し、独自のノウハウ、コツ、アイデアを紹介するというのが、この雑誌の編集方針となっている。
当時、野菜づくりの雑誌としては、2002年に創刊された季刊雑誌『やさい畑』があり、順調に売れ行きを伸ばしていた。
その背景としては、以下のような状況があった。2007年は団塊の世代のリタイアが始まる年であったが、ある統計では、団塊世代（700万人）がリタイアしたあとにやりたいこととしてもっとも多くの人（6割以上）が挙げているのが、「土と親しむ農的な生活」となっていた。また、市民農園に対するニーズがたかまっており、その開設数は年々増加していたおり、団塊世代のリタイアにともなって、この傾向はいっそう強くなることが予想された。
『やさい畑』は、発行元の家の光の母体がJAのためか、いわゆる慣行農（農薬、化学肥料を使用）での野菜づくりをメインに紹介しているのに対して、『野菜だより』は、有機・無農薬栽培（自然農法なども）に限って紹介しているのが、大きな特徴である。
2010年の定期雑誌化に関する学研のリリースでは以下のように述べている。
2007年は4回（2月、4月、7月、11月）のペースで刊行されていたが、2008年より年6回刊となり順調に部数を伸ばし、2010年6月号からは定期雑誌として新たなスタートをきった（定期雑誌として創刊されるまでは、同社の『素敵なカントリー』別冊として刊行されている。その後、2010年4月に定期雑誌として創刊されるまで、『四季の写真』別冊、『ドゥーパ』別冊などとして発売されている）。
『野菜だより』の特徴として、毎号、別冊付録がついていることが挙げられる。付録はA5判サイズのものが多かったが、2015年以降B5判のオールカラーとなった。

## 編集方針
『野菜だより』の広告ページには以下のようにある。